# شارون کارتر
شارون کارتر (به انگلیسی: Sharon Carter) همچنین با نام مأمور ۱۳ شناخته می‌شود، یک شخصیت خیالی در کتاب‌های کامیک منتشر شده توسط مارول کامیکس است. شخصیت شارون کارتر توسط نویسنده استن لی و طراح جک کربی خلق شده‌است که برای اولین بار در شمارهٔ ۷۵ از مجموعه داستان‌های در حال تعلیق (مارس ۱۹۶۶) حضور پیدا کرد. او اغلب به عنوان مأمور مخفی، مأمور سابق عملیات زمینی سازمان شیلد، زیر نظر نیک فیوری، و دوست دختر سابق شخصیت ابرقهرمان کاپیتان آمریکا تصویر می‌شود.
در کتاب‌های کمیک اصلی و دنباله‌دار، شارون خواهرزاده پگی کارتر، معشوقه زمان جنگ کاپیتان آمریکا بود. اما بعدها رابطه او به دلیل ماهیت طول عمر شخصیت‌های کمیک به نوهٔ پگی تغییر پیدا کرد. شخصیت شارون کارتر در مجموعه فیلم‌های دنیای سینمایی مارول شامل کاپیتان آمریکا: سرباز زمستان (۲۰۱۴) و کاپیتان آمریکا: جنگ داخلی (۲۰۱۶) و مینی سریال فالکون و سرباز زمستان (۲۰۲۱) با بازی امیلی ونکمپ حضور دارد.